# 짱미중
짱미중(Trang Mỹ Dung, 1951년 ~ )은 베트남의 가수이다. 1967년 사이공 텔레비전을 통해 가수로 데뷔했지만 1973년에 일어난 교통 사고로 인해 은퇴했다.